# Midó
|  | Per a altres significats, vegeu «Midó (pintor)». |

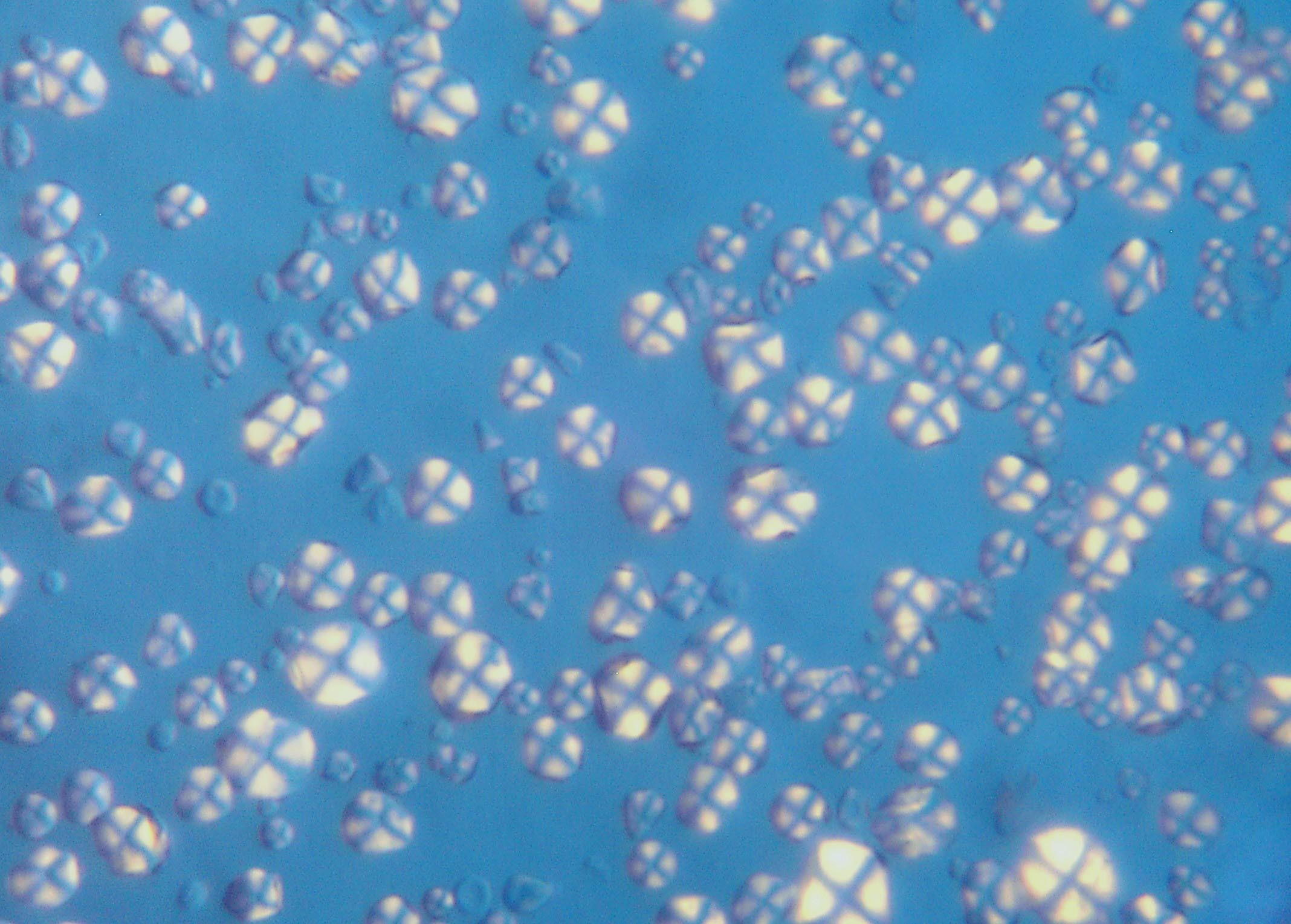
Grànuls de midó vistos al microscopi a 800 augments (x800). Imatge obtinguda amb llum polaritzada. Poden observar-s'hi les creus d'extinció

El midó és el polisacàrid de reserva propi de les cèl·lules vegetals. S'acumula dins dels plasts en forma de grànuls de midó. Està format per la unió de centenars a milers d'anòmers de glucosa i, per això, constitueix una gran reserva energètica. Es pot hidrolitzar fàcilment alliberant els monosacàrids quan sigui necessari.
Aquestes molècules, com que no estan dissoltes en el citosol, no son solubles en l'aigua, no influeixen en la pressió osmòtica interna, fet que evita una entrada excessiva d'aigua. Està integrat per dos tipus de polímers: l'amilosa, en un 30% en pes, i l'amilopectina en un 70%.
Les principals fonts de midó són sobretot en les llavors dels cereals (blat, dacsa i arròs), dels llegums i els tubercles (patata/creïlla i moniato), les arrels i les tiges. Es troba en els amiloplasts de les cèl·lules vegetals. També apareix en alguns protoctists.

## Breu història
L'origen de l'ús del midó de manera industrial data de l'època dels antics egipcis, on es feia servir per a la fabricació del pergamí de papir i com a adhesiu. Altres referències situen el midó en temps de l'Imperi romà com a blanquejador i enduridor de teixits. A Europa, la indústria del midó s'ha basat bàsicament en la patata i va evolucionar cap a la indústria tèxtil on el seu ús principal era com a agent d'aprest.
Després de la guerra, a Europa es va veure que es podia substituir el midó de la patata pel del blat de moro, ja que la patata era estacional mentre que el blat de moro es cultivava contínuament. Això fou el principi de la diversificació de les fonts de midó que trobem avui dia.
La producció de midó també va resultar important per la indústria alimentària, ja que aquest va començar a ser utilitzat de manera més habitual com a additiu per l'elaboració de productes com els aliments ultraprocessats.

## Composició
El midó està constituït per dos compostos de diferent estructura:
- Amilosa: Està constituïda per un polímer de maltoses (α-D-glucopiranoses) unides per mitjà d´enllaços α-(1→4). Té una estructura helicoïdal, amb sis monòmers per cada volta d´hèlix i pot arribar a tenir 300 glucoses. En aigua genera dispersions col·loïdals. Amb el iode es tiny de color blau molt fosc, gràcies a un procés d'absorció de l'hèlix d'amilosa, que concentra els anions de iode. Per hidròlisi amb àcids o per acció dels enzims amilasa, origina, primerament, un polisacàrid més menut denominat dextrina i, després, maltoses. Aquestes, per raó de l'acció de l'enzim maltasa, generen D-glucoses lliures.
- Amilopectina: Està constituïda per un polímer de maltoses (α-D-glucopiranoses) unides per mitjà d'enllaços α-(1→4), amb ramificacions en posició α-(1→6) cada 25 o 30 glucoses. Les branques tenen al voltant de dotze glucoses unides per mitjà d'enllaços α-(1→4). Presenta una estructura ramificada i pot arribar a tenir fins a unes 3000 glucoses. És molt poc dispersable en aigua. Amb el iode es tenyeix de blau violeta. Per hidròlisi amb àcids o per l'acció d'enzims amilases genera molècules de maltosa i nuclis de ramificació, que són inatacables per aquests enzims a causa dels enllaços α-(1→6). Aquests nuclis reben el nom de dextrines límit i només poden ser degradades per l'enzim R-desramificant. Les maltoses per mitjà de l'enzim maltasa, originen glucoses lliures.[1]

La composició de la matèria primera depèn de diversos factors, com la varietat i les condicions climàtiques que tenen lloc durant el creixement així com el temps de collita. Les condicions d'emmagatzematge poden influir en components menors, que poden no afectar les característiques del midó, excepte si es tracta de pentosans o de proteïnes.
D'altra banda, les condicions de creixement, collita o emmagatzematge adversos repercuteixen en el rendiment de producció. Les plantes de midó actuals estan dissenyades perquè la matèria primera es trobi dins d'un interval determinat i no s'hagin de modificar el passos del processament.
Els grànuls natius de midó estan formats per regions semi-cristal·lines amb regions amorfes compostes per molècules d'amilasa i en les ramificacions, amb molècules d'amilopectina. Les regions cristal·lines estan formades per cadenes llargues d'amilopectina que giren formant hèlix amb enllaços dobles d'hidrogen.
Les regions cristal·lines estan formades per dos tipus de polimorfisme, A i B, els quals es diferencien en l'empaquetat de les hèlix.
El midó dels cereals té regions cristal·lines del tipus A, en de la patata el polimorfisme és de tipus B i el dels llegums és de tipus C, el qual té un patró de cristal·lització de tipus A i B segons la regió del grànul.

## Biosíntesi
La biosíntesi del midó està entre les vies bioquímiques centrals de la planta, requereix d'energia provinent de l'ATP i altres molècules transportadores d'energia. Es tracta d'un procés endergònic. La ruta de biosíntesi requereix de l'expressió de diversos gens que codifiquen els següents enzims:
- ADP-glucosa pirofosforilasa (AGPasa): Aquest enzim participa en la glucogènesi, catalitza la formació d'UDP-glucosa a partir de glucosa-1-fosfat i UTP. A continuació L'UDP-glucosa serà utilitzat per un altre enzim, glucogen sintasa, que afegirà una molècula de glucosa a un polímer de glucogen en formació.
- Sintetases de midó soluble (SSs): Estan involucrades en l'allargament de les cadenes de glucà. N'hi ha dos tipus segons la seva localització; la GBSSI es troba lligada als grànuls de midó i catalitza la conversió d'ADP-glucosa a cadenes lineals d'α-1,4-glucosa (amilosa) i l'altra tipus és la SSS, una forma soluble localitzada a l'estroma dels amiloplasts i cloroplasts, actua en la biosíntesi de l'amilopectina.
- Enzims ramificadors de midó (SBEs): Introdueixen enllaços α-1,6 de manera simultània a la hidròlisis dels enllaços curts α-1,4 que uneixen cadenes de glucà i connectant-les a altres cadenes, el que genera molècules d'amilopectina i augmenta el nombre de terminacions no reduïdes pel posterior allargament de la cadena amb sintetases de midó soluble (SSs).

Els enzims importants en la degradació del midó són:
- Enzims desramificadors de midó (DBE): Retallen cadenes de glucà irregulars per mantenir les ramificacions en molècules d'amilopectina, cosa que permet la formació d'una estructura semi-cristal·lina.

## Aplicacions generals
L'origen de l'ús del midó de manera industrial data de l'època dels antics egipcis, on es feia servir per a la fabricació del pergamí de papir i com a adhesiu. Altres referències situen el midó en temps de l'Imperi romà com a emblanquidor i enduridor de teixits. A Europa, la indústria del midó s'ha basat bàsicament en la patata i va evolucionar cap a la indústria tèxtil on el seu ús principal era com a agent d'aprest. Després de la guerra, a Europa es va veure que es podia substituir el midó de la patata pel del blat de moro, ja que la patata era estacional mentre que el blat de moro es cultivava contínuament. Això fou el principi de la diversificació de les fonts de midó que trobem avui dia.
- Indústria alimentària: per l'obtenció de xarops útils en el procés d'elaboració d'aliments ultraprocessats.
  - Xarop de manosa
  - Xarop de fructosa
  - Xarop de glucosa
- Indústria tèxtil: en preparats líquids de detergents es fa servir una barreja de midó procedent de vegetals i aigua (bullits en la seva preparació). Antigament també es feia servir com a enduridor de determinades peces de roba (colls i punys de camises, per exemple).
- Indústria d'impressió: en la fabricació de paper hi ha una part humida on el midó es fa servir com a catiònic i ajuda en l'enllaç del polímer de midó. Aquest midó s'associa amb les càrregues negatives de les fibres de paper o de la cel·lulosa, i juntament amb altres agents de retenció ajuda a conferir les propietats de força necessàries del paper. En la fabricació de cartó ondulat s'usa com a cola d'enganxar. Es fa servir el midó juntament amb altres additius com el bòrax o la sosa càustica; la part de midó és gelatinitzada de manera que pot actuar com una cola d'enganxar ràpida i forta.
- Producció de bioplàstics
- Cosmètica i fàrmacs
- Explosius i petrolíferes

## Aplicacions detallades alimentàries

### Com a aditiu alimentari
Com a additiu en l'elaboració d'aliments ultraprocessats, els midons d'aliments s'utilitzen normalment com a espessidors i estabilitzadors en aliments com ara púdings, flams, sopes, salses, farcits de pastissos i amaniments d'amanides, i per a fer fideus i pastes. Funcionen com a espessidors, extensors, estabilitzadors d'emulsió i són aglutinants excepcionals en carns processades.
Els dolços de textura gomosa com les gominoles i similars no es fabriquen utilitzant un motlle en el sentit convencional. S'omple una safata amb midó natiu i s'anivella. A continuació, es pressiona un motlle positiu al midó deixant una impressió d'aproximadament 1.000 gominoles. A continuació, s'aboca la barreja de gelea a les impressions i es posa a l'estufa per fixar-se. Aquest mètode redueix molt el nombre de motlles que s'han de fabricar.

### Midó resistent
El midó resistent és el midó que s'escapa de la digestió a l'intestí prim dels individus sans. El midó d'alta amilosa de blat o blat de moro té una temperatura de gelatinització més alta que altres tipus de midó i conserva el seu contingut de midó resistent mitjançant la cocció, l'extrusió suau i altres tècniques de processament d'aliments. S'utilitza com a fibra dietètica insoluble en aliments processats com ara pa, pasta, galetes, galetes, prétzels i altres aliments amb poca humitat. També s'utilitza com a suplement dietètic pels seus beneficis per a la salut. Els estudis publicats han demostrat que el midó resistent ajuda a millorar la sensibilitat a la insulina, redueix els biomarcadors proinflamatoris interleucina 6 i el factor de necrosi tumoral alfa i millora els marcadors de la funció del còlon. S'ha suggerit que el midó resistent contribueix als beneficis per a la salut dels cereals integrals intactes.

### Midó sintètic
S'ha demostrat un procés quimioenzimàtic lliure de cèl·lules per sintetitzar midó a partir de CO2 i hidrogen. La via química d'11 reaccions centrals es va elaborar mitjançant el disseny de la via computacional i converteix el CO2 en midó a una velocitat que és ~8,5 vegades més gran que la síntesi de midó al blat de moro.

## Aplicacions detallades no alimentàries

### Fabricació de paper
La fabricació de paper és l'aplicació no alimentària més gran de midons a nivell mundial, consumint molts milions de tones mètriques anualment. En un full de paper típic, per exemple, el contingut de midó pot arribar al 8%. Tant els midons modificats químicament com els no modificats s'utilitzen en la fabricació de paper. A la part humida del procés de fabricació de paper, anomenada generalment "extrem humit", els midons utilitzats són catiònics i tenen una càrrega positiva unida al polímer de midó. Aquests derivats de midó s'associen amb les fibres de paper / cel·lulosa i els farcits inorgànics aniònics o carregats negativament. Els midons catiònics juntament amb altres agents de retenció i d'encolat intern ajuden a donar les propietats de resistència necessàries a la banda de paper formada en el procés de fabricació del paper (resistència humida) i a proporcionar resistència al full de paper final (resistència en sec).
En el final sec del procés de fabricació de paper, la banda de paper es torna a mullar amb una solució a base de midó. El procés s'anomena mida superficial. Els midons utilitzats han estat despolimeritzats químicament o enzimàticament a la fàbrica paperera o per la indústria del midó (midó oxidat). Les solucions de mida/midó s'apliquen a la banda de paper mitjançant diverses premses mecàniques (premses de mida). Juntament amb els agents de mida superficial, els midons superficials imparteixen una força addicional a la banda de paper i, a més, proporcionen una retenció d'aigua o "mida" per a propietats d'impressió superiors. El midó també s'utilitza en recobriments de paper com un dels aglutinants per a les formulacions de recobriment que inclouen una barreja de pigments, aglutinants i espessidors. El paper estucat ha millorat la suavitat, la duresa, la blancor i la brillantor i, per tant, millora les característiques d'impressió.